# Vestido verde de Scarlett O'Hara
El vestido verde de Scarlett O'Hara (en inglés: Scarlett O'Hara's green dress), también conocido como «vestido barbacoa» («barbecue dress» o «BBQ dress»), es un traje que la actriz Vivien Leigh lució en la película Lo que el viento se llevó (1939).

## Historia

### Contexto
David O. Selznick, productor del filme junto con la Metro-Goldwyn-Mayer (MGM), pagó $50 000 por los derechos de la novela en la que se basa la película y, con el fin de generar una gran publicidad inmediata en torno a ella, comenzó una búsqueda a nivel nacional de la actriz que interpretaría el papel de Scarlett O'Hara, siendo este el primer casting masivo de la historia del cine. Este proceso, con una duración total de dos años y un coste superior a $100 000, llevó a la realización de una gira por todo Estados Unidos para entrevistar a más de 1400 mujeres anónimas y a alrededor de cien actrices consagradas, llegando 400 de ellas a realizar pruebas y siendo las favoritas, entre otras: Jean Arthur, Lucille Ball, Miriam Hopkins, Tallulah Bankhead, Bette Davis, Claudette Colbert, Joan Crawford, Loretta Young, Paulette Goddard, Joan Fontaine, Katharine Hepburn, Olivia de Havilland, Carole Lombard, Norma Shearer, Barbara Stanwyck y Margaret Sullavan. Finalmente, un total de diecinueve fueron seleccionadas para realizar pruebas de cámara: Louise Platt, Tallulah Bankhead, Linda Watkins, Adele Longmire, Haila Stoddard, Susan Hayward, Dorothy Mathews, Brenda Marshall, Anita Louise, Margaret Tallichet, Frances Dee, Nancy Coleman, Marcella Martin, Lana Turner, Diana Barrymore, Jean Arthur, Joan Bennett, Paulette Goddard y Vivien Leigh, siendo estas dos últimas las únicas que realizaron pruebas de cámara en color. La búsqueda de la actriz que interpretaría el papel de Scarlett recibió una cobertura mediática sin precedentes; algunas fuentes sin confirmar afirman que Leigh ya había sido contratada en febrero de 1938, hecho que se habría guardado en el más absoluto secreto con el fin de mantener el nivel de expectación, aunque de lo que sí hay constancia es de que se llevó a cabo una encuesta a 100 personas a las que se cuestionó sobre quién consideraban que debía interpretar a Scarlett, obteniendo Leigh tan solo un voto. Pese a no ser favorita, la actriz británica se alzaría con el triunfo en medio de una gran sorpresa tanto de crítica como de público, aunque diversas fuentes han constatado que Myron Selznick, hermano del productor y representante de Leigh, promovió a la actriz para que consiguiese el papel.: 405–406 

### Creación

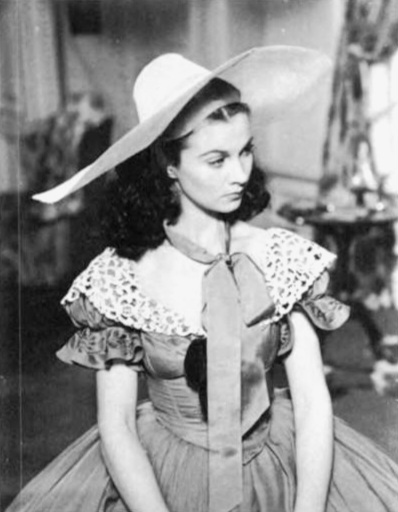
Vivien Leigh en Lo que el viento se llevó (1939). El atuendo de la imagen, considerado para la escena de la barbacoa en Twelve Oaks, sería reemplazado por el vestido de estampado floral mostrado en la película.

El vestuario de la película corrió a cargo de Walter Plunkett; incorporado al proyecto en 1936, el diseñador se embarcó a modo de preparación durante cuatro meses en un viaje de investigación no remunerado por el sur de Estados Unidos (Atlanta, Savannah y Charleston), contando únicamente con un contrato sin exclusividad por el que se le pagarían $600 a la semana en los dos meses de preproducción y $750 por cada siete días de rodaje, además de una carta de presentación dirigida a Margaret Mitchell, autora del libro en el que se basa el filme, a quien visitó en su casa de Georgia. Gracias a Mitchell, Plunkett conoció el ingenio de las mujeres de aquella época, las cuales usaban piedras y cáscaras de nueces como botones y ramas de espino como broches para poder confeccionar la ropa durante el bloqueo al que la Unión sometió a los estados sureños durante la guerra de Secesión. En los museos de las Hijas de la Confederación de Savannah y Charleston, Plunkett obtuvo trozos de telas cortadas de los dobladillos de trajes auténticos, los cuales solían estar decorados con diminutos estampados, creando más de 5000 prendas para cincuenta personajes y un centenar de extras. En lo que respecta al vestuario del personaje de Scarlett, para quien elaboró treinta y cinco conjuntos, Plunkett empleó los tejidos y los colores con el fin de enfatizar y subrayar los acontecimientos más destacados de la vida de la protagonista, empleando organdí, tul, algodón y tonalidades luminosas para vestirla en sus años de juventud, y tejidos como seda y terciopelo oscuro a medida que madura y se enfrenta a situaciones dramáticas.

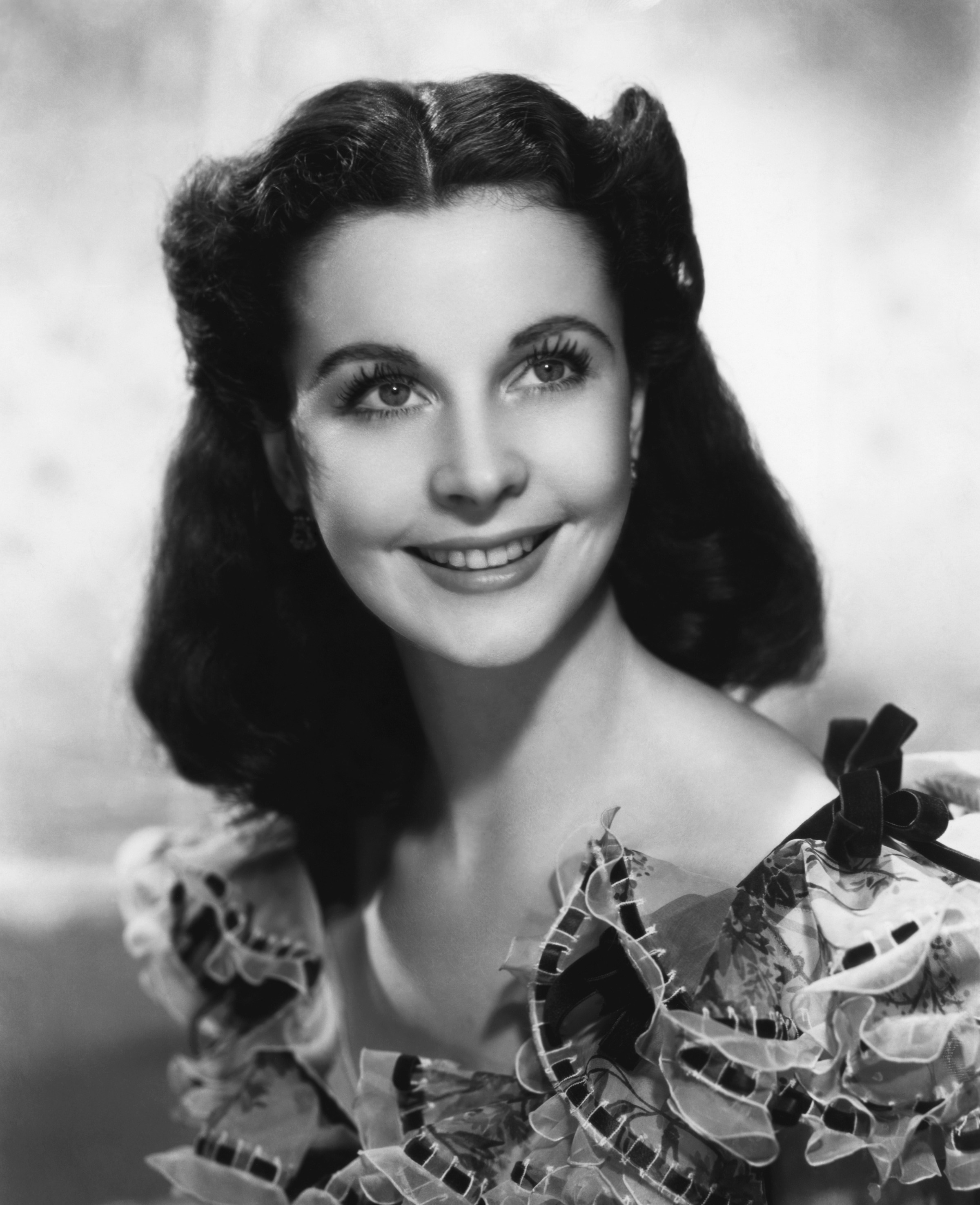
Vivien Leigh en Lo que el viento se llevó (1939). Esta imagen, en la que Leigh aparece luciendo el vestido verde, fue ampliamente distribuida en revistas y periódicos junto con otras instantáneas en las que la actriz figura con la misma prenda.

A su vez, Plunkett tomó la decisión de incluir varios códigos de color para el personaje de Scarlett en función de las situaciones plasmadas. De esta forma, para las escenas de seducción el diseñador optó por el color verde, siendo ejemplo de ello el vestido escotado que Scarlett lleva a la barbacoa en Twelve Oaks, así como el traje elaborado con cortinas de terciopelo que la protagonista luce cuando acude a la cárcel a visitar a Rhett Butler. Para las escenas pasionales, violentas y de tensión, Plunkett escogió el rojo, siendo este el color del llamativo vestido que Rhett obliga a Scarlett a llevar a la fiesta de cumpleaños de Ashley Wilkes, el color de la bata de terciopelo que luce en la posterior discusión con su marido, y también el tono del traje que lleva puesto cuando su hermana Suellen descubre que Scarlett se ha casado con su prometido Frank Kennedy. Por último, para las escenas de peligro se decantó por el color azul, destacando el vestido que Scarlett lleva puesto cuando es asaltada en un puente camino del aserradero así como los trajes que lucen ella y su hija Bonnie cuando esta última cae del caballo. Los únicos vestidos que constituyen excepciones a estos códigos son el traje de novia, los atuendos de luto, el vestido rosa de la huida de Atlanta, el vestido blanco y rojo que lleva puesto cuando se despide de Ashley antes de que este regrese al frente, la bata verde que viste durante una discusión con Rhett, la bata naranja que luce cuando cae por las escaleras, y el traje blanco con volantes mostrado al inicio de la película.: 15 
El excesivo volumen de trabajo hizo imposible que Plunkett se ocupase por sí solo del guardarropa, contando por ende con la asistencia de varias ayudantes: «Tenía dos mujeres que me ayudaban, cortadoras y ajustadoras, cada una con su propio equipo de costureras, además de un equipo de modistas. Casi todo se hacía desde cero».: 39  Del mismo modo, el diseñador pintó más de 375 bocetos de vestuario con la ayuda de varios artistas:

Había tantos bocetos que hacer que teníamos alrededor de nueve o diez artistas trabajando, porque teníamos prisa. En la MGM, estuve diseñando muchas películas a la vez, no podía conseguir la tela, observar la elaboración de las prendas, supervisar las pruebas, y aún así hacer los bocetos, de modo que tuve la asistencia de otros. Solo el productor David O. Selznick tenía la aprobación del vestuario, y me pidió específicamente que no le mostrase ninguno de los bocetos a Vivien Leigh, ¡pero lo hice de todas formas! En otras películas, mostraba los bocetos a productores y directores, y ni siquiera los miraban. «Para eso es para lo que te contratamos», decían. No me di cuenta de que Selznick había hecho una solicitud para que otros diseñadores de vestuario enviaran bocetos para Lo que el viento se llevó, suponiendo que otro diseñador podría hacer un mejor trabajo que yo. Después de que cada diseñador de Hollywood hubiese enviado su trabajo, le confronté y le pregunté qué estaba pasando exactamente. Me dijo que nunca tuvo la intención de reemplazarme; solo quería que trabajase más duro y me aseguró que mi trabajo era espléndido. Le dije: «Muchas gracias».: 318 

Inicialmente, antes de la introducción de los códigos de color, tanto Plunkett como Selznick consideraron que el público querría ver los trajes tal y como Mitchell los describía en su libro.: 194  De acuerdo con Plunkett: «A Selznick no le interesaba la precisión. Investigué en el sur porque pensé que era necesario. Selznick estaba mucho más preocupado por ser fiel a Margaret Mitchell. Si él se oponía a un diseño, solo tenía que señalarle una de sus descripciones en la novela y quedaba satisfecho. La película no tuvo nada que ver con la historia».: 164–166  El vestido verde figura descrito de la siguiente forma:

Ahora, el problema más importante era otro: ¿qué vestido debía ponerse para la barbacoa? ¿Qué vestido le sentaría mejor y la haría más irresistible a los ojos de Ashley? Hasta las ocho, no había hecho más que probarse vestidos y desecharlos, y ahora, acongojada y molesta, estaba delante del espejo con sus largos calzones de encaje, su cubrecorsé de lino y sus tres enaguas de batista de encaje. A su alrededor, los vestidos rechazados yacían por el suelo, sobre la cama y las sillas, formando alegres mezclas de colores, de cintas y lazos. […]
Quedaban otros vestidos de algodón. Y, además, los vestidos de baile y el verde que había llevado el día anterior. Pero éste era un vestido de tarde, inadecuado para una barbacoa, pues tenía cortas manguitas abullonadas y un escote demasiado exagerado. Tendría, sin embargo, que ponerse aquél. Después de todo no se avergonzaba de su cuello, de sus brazos y de su pecho, aunque no era correcto exhibirlos por la mañana. […]
La idea de su talle la llevó a cosas más prácticas; el vestido de muselina verde tenía cuarenta centímetros de cintura y Mamita le había arreglado el corsé para el vestido de lana negro, que era tres centímetros más ancho. Era necesario, pues, que Mamita lo estrechase un poco. […]
—Pon ahí esa bandeja y ven a ajustarme más el corsé —ordenó la joven, irritada—. Trataré de comer un poquito, después; si como ahora, no me lo podrás apretar bastante. […]
—¿Cuál va a ponerse, mi ovejita?
—Éste —respondió Scarlett, indicando el suave vestido de muselina verde con flores.
Inmediatamente, Mamita reanudó su dictadura.
—Éste no; no es de mañana. Usted no puede lucir escote antes de las tres de la tarde y este vestido no tiene cuello ni mangas. Se llenará usted de pecas como cuando nació, y yo no quiero que vuelva usted a ponerse pecosa, después de toda la crema que le untamos durante el invierno para quitarle las que cogió en Savannah sobre la espalda. […]
—¡Oh, basta! No hables tanto. […] Abróchame el vestido.
Mamita abrochó cuidadosamente los doce metros de muselina verde floreada sobre el corpiño y abotonó la espalda de la escotada basquiña.: 83–87 

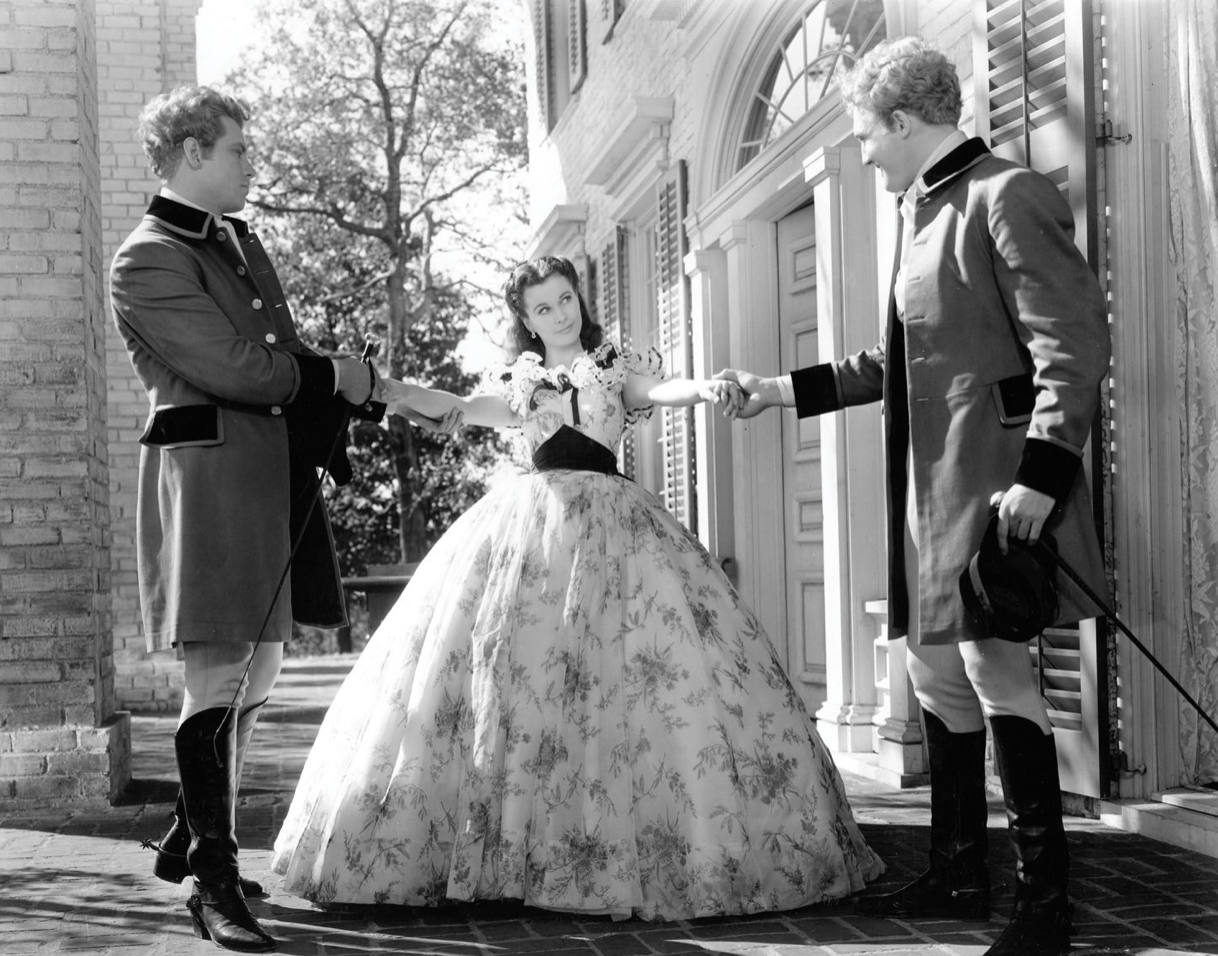
George Reeves, Vivien Leigh y Fred Crane en Lo que el viento se llevó (1939). El vestido verde, mostrado en la secuencia de la barbacoa en Twelve Oaks, fue descartado para la escena inicial en favor del vestido blanco con volantes.

Pese a la introducción de los códigos de color, lo que conduciría a variar considerablemente el guardarropa de Scarlett, Plunkett respetó la tonalidad plasmada en el libro ya que la misma se ajustaba a los códigos, pues en la escena de la barbacoa la protagonista intenta inútilmente seducir a Ashley. En un principio se alquiló a la Western Costume Company un recatado atuendo sin adornos de un intenso color verde, caracterizado por un cuello Bertha y unas pequeñas mangas de farol; esta prenda, lucida en varias pruebas de cámara por Leigh y por Marcella Martin, además de ser reciclada para una extra en la secuencia del bazar así como para otra extra en Can't Help Singing (1944), sería sin embargo rápidamente reemplazada por el escotado traje de estampado floral mostrado en la película.: 13  Esta sustitución pudo estar motivada por un supuesto desagrado hacia el atuendo por parte de Selznick, quien se mostró muy crítico con el vestuario de la secuencia del bazar en un memorando dirigido a Raymond Klune, director de producción, el 3 de febrero de 1939:

Me decepcionaron mucho los atuendos en la secuencia del bazar durante el baile. Gran parte de la belleza que esta secuencia podría haber tenido se ha perdido a través de los trajes ordinarios usados por los bailarines. Soy consciente de que no queremos gastar dinero elaborando vestidos para extras, pero creo que lo podríamos haber hecho mucho mejor si nos hubiésemos esforzado un poco más para obtener trajes usados por estrellas en otras películas, especialmente en MGM. Ciertamente, los vestidos usados por la señorita Shearer y la señorita Rainer y la señorita Crawford y todas las otras estrellas femeninas en varias imágenes de vestuario podrían habernos dado un efecto mucho más hermoso en esta escena que los atuendos adicionales de aspecto barato que hemos utilizado.

Selznick obtendría el 6 de febrero la siguiente respuesta por parte de Klune:

Tu memorando con respecto a los trajes en la secuencia del bazar plantea una serie de puntos importantes que deben considerarse de inmediato, el principal con respecto a la autenticidad y otro, hasta qué punto las aprobaciones del Sr. Cukor pueden ser consideradas finales por el Sr. Lambert y el Sr. Plunkett. 105 de los vestidos femeninos en el bazar fueron fabricados por Western Costume Company desde cero de acuerdo con bocetos y especificaciones en cuanto al color y el material según nosotros. Las muestras de los vestidos se mostraron en cada caso al Sr. Cukor para su aprobación. En todos los casos, la señorita Myrick sintió que estábamos vistiendo a las mujeres demasiado bien para Atlanta ese día.

Sin embargo, tanto Lambert como Plunkett fueron mucho más allá de lo que ella dijo que estaba permitido al intentar hacer que los vestidos fuesen encantadores. Hubiera sido igual de fácil y no mucho más caro haber ido a por vestidos más pintorescos debido a que ha fabricado completamente un número tan grande. Mientras que en forma de alquiler de producción, estamos pagando mucho menos, algunos de los vestidos fabricados han costado hasta $75,00. Parece una pena ahora que no son lo que querías. Lambert y Plunkett tomaron tus instrucciones literalmente cuando sugeriste que aceptasen la aprobación del Sr. Cukor en el guardarropa de actrices de reparto y extras y, por supuesto, se sienten muy mal ahora que han fracasado en darte lo que querías en la secuencia.

La creación del vestido finalmente mostrado en el filme, empleado en numerosas fotografías publicitarias de Leigh, acarreó ciertas dificultades a Plunkett debido a que el diseñador no pudo hallar materiales adecuados para su confección pese a haber emprendido una exhaustiva búsqueda; cuando ya se encontraba a punto de rendirse, visitó un molino ubicado en una pequeña aldea en el cual se guardaban varios muestrarios fechados a inicios de la década de 1860. En uno de ellos descubrió un retal con estampado floral muy próximo a la idea que tenía en mente; procedió a realizar un boceto del mismo, pintando el estampado de verde y doblando el tamaño de las flores con el fin de hacerlas más nítidas y llamativas, tras lo cual envió el boceto a un fabricante de telas para que se imprimiese el diseño.: 50–51  Plunkett se vio limitado sin embargo por el Technicolor tal y como declaró Selznick: «Sé por hablar con Walter Plunkett que nadie se siente tan mal como él por las limitaciones que le han impuesto. Pero si vamos a escuchar completamente a los expertos en Technicolor, también podríamos eliminar por completo a los artistas que están en nuestros propios departamentos de decorado y vestuario y dejar que la compañía Technicolor diseñe la película para nosotros».: 166  A esto se sumó la problemática del coste, pues el presupuesto original del guardarropa era de $80 000, cifra que terminaría aumentando a $157 000 para el final del rodaje, costando las labores de lavandería más de $10 000 debido a que las prendas necesitaban ser limpiadas a diario;: 10  Selznick se encargó de dar gran publicidad al vestuario del filme asegurando que era el más caro jamás creado para una película, lo que perjudicaría seriamente a Plunkett:: 194–195 

Pensó que le convendría decir que la ropa de Lo que el viento se llevó fue la más cara hecha para una película, y Plunkett era el diseñador más caro y extravagante. Cuando terminamos la película, salí a buscar trabajo, y nadie quería tocarme. Después de bastante tiempo, Joan Blondell tenía próximamente una película y tenía el control de a quién se contrataba, así que preguntó por mí. No le importaba cuán caro fuese (lo cual no era cierto de todos modos), Selznick me había recortado el sueldo.: 194–195 

### Rodaje

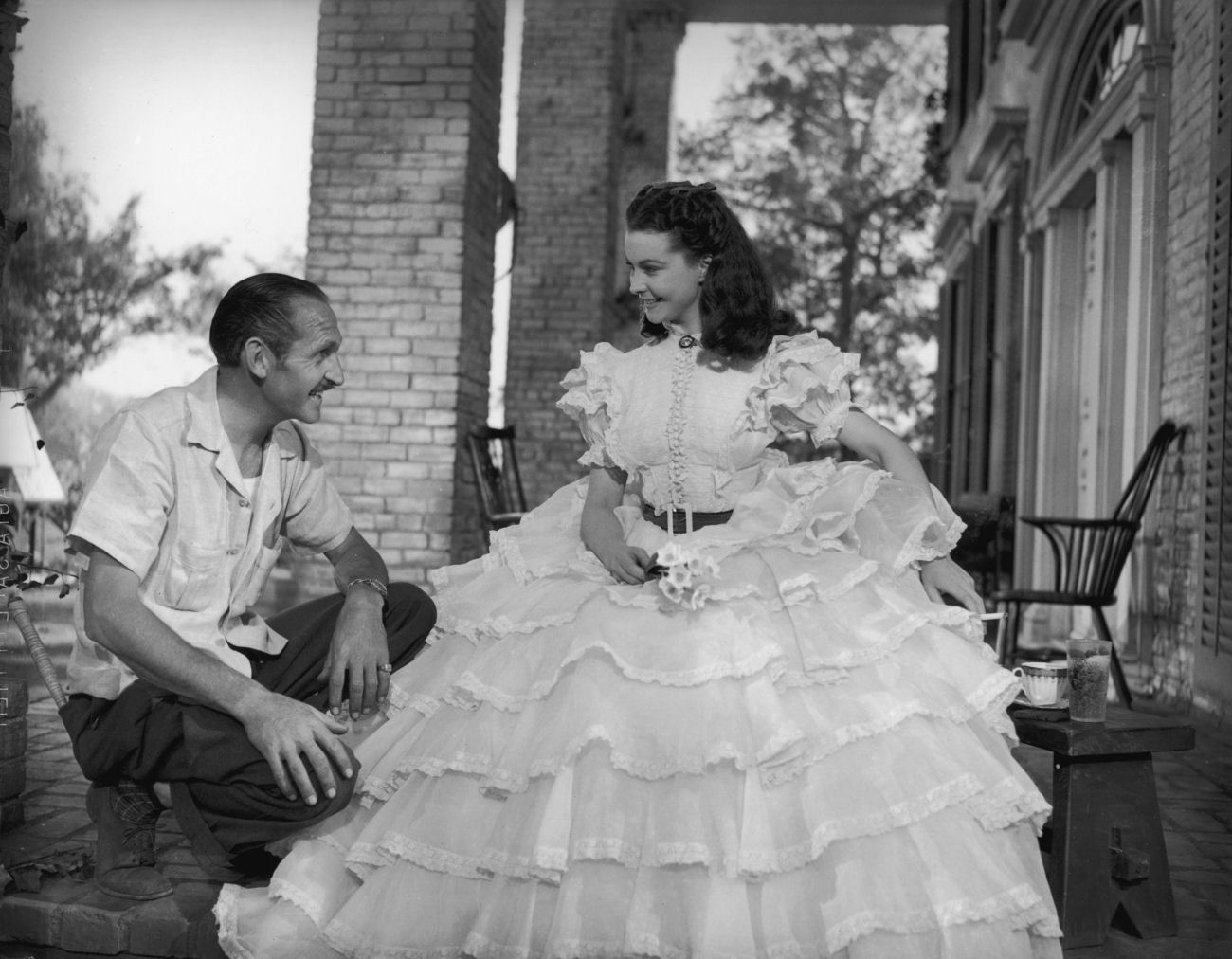
Fred Williams y Vivien Leigh en Lo que el viento se llevó (1939). En la imagen, Williams, tramoyista jefe, habla con Leigh durante la cuarta grabación de la secuencia inicial, la primera en la que la actriz apareció con el vestido blanco.

Originalmente estaba previsto que el vestido verde apareciese en la escena inicial de la película, la cual comprende la conversación entre Scarlett y los gemelos Tarleton y el paseo de la joven con Gerald por la plantación; sin embargo, la introducción de los códigos de color llevaría a que el vestido blanco de volantes fuese el primer traje del guardarropa de la protagonista en ser mostrado en la película debido al deseo de Selznick de que el personaje luciese inocente y virginal, aunque, irónicamente, el vestido verde se ajustaba a los códigos de color impuestos por Plunkett ya que en su primera escena Scarlett se dedica a coquetear con los Tarleton en un ingenuo juego de seducción en el que ambos suplican a la joven que baile con ellos en la fiesta que tendrá lugar después de la barbacoa, a lo que Scarlett reacciona haciendo alarde de su frivolidad. El rodaje de la escena inicial planteó una serie de inconvenientes no solo en el vestuario sino también en el peinado, lo que llevó a que la misma tuviese que ser filmada cinco veces a lo largo de nueve meses y medio. La primera grabación, dirigida por George Cukor, tuvo lugar el 26 de enero de 1939, primer día de rodaje; la misma fue realizada con el vestido verde en el lateral derecho del porche delantero de la casa del personaje de Scarlett y no convenció a Selznick a causa de los peinados de George Reeves y Fred Crane, dejando constancia de este hecho en un memorando dirigido a Cukor: «Tengo la firme convicción de que el peinado que les pusimos a los gemelos les hace parecer grotescamente un par de cómicos de Harpo Marx... por el color de su pelo. Me gustaría que el Sr. Westmore les arreglara el pelo y que hiciera arreglos con el Sr. Plunkett para que yo los vuelva a ver con sus siguientes trajes y con el pelo arreglado antes de trabajar». Por su parte, Klune recordó que «todos estaban nerviosos y se notó en los rushes del día siguiente. George había puesto a Vivien en un tono demasiado agudo, muy alto. David sintió que ella lo estaba interpretando como si fuera el primer acto de un ensayo general. Lo mismo pasó con los chicos... se estaban excediendo».
En un segundo memorando con fecha del 30 de enero, mismo día en que tuvo lugar la segunda grabación, Selznick sugirió reemplazar el vestido verde por el traje blanco, en principio reservado únicamente para una escena en la que la protagonista aparece rezando con su familia, si bien, por razones desconocidas, esta idea fue temporalmente abandonada puesto que en la nueva filmación, dirigida también por Cukor, Leigh siguió vistiendo el atuendo verde aunque realzado con una gargantilla negra, mientras que Reeves y Crane aparecieron con un nuevo peinado y un color de cabello distinto; pese a todos estos cambios, el director no quedó satisfecho debido a la deficiente iluminación. Al momento de producirse la tercera grabación de la escena, realizada el 2 de marzo y cambiada del lateral derecho a la entrada principal, Cukor ya había sido reemplazado por Victor Fleming. En un memorando dirigido a Klune el 20 de febrero, Selznick hizo constar lo siguiente: «Reanudaremos el rodaje el lunes. Por favor, reúnete con el Sr. Fleming inmediatamente para la primera escena. Deberíamos empezar con los gemelos y luego con Gerald y Scarlett para que puedas cambiar el estado de Tara. Preferiría, si no hay motivo alguno y si Fleming está de acuerdo, que luego hagamos nuevas tomas en el Bazar, seguidas de Rhett y Scarlett en McDonough Road». De acuerdo con Crane, la asesora técnica de la película, Susan Myrick, Hija de la Confederación, informó a Selznick que «una jovencita que muestra tanto pecho no estaría sentada con dos jóvenes sin supervisión por la tarde»; este comentario llevaría al productor a decidirse finalmente por reemplazar el vestido verde por el traje blanco, circunstancia de la que Leigh no tuvo conocimiento hasta el 14 de junio, mientras se preparaba para rodar la escena en que Gerald le dice a Scarlett que le dejará Tara en herencia. La cuarta grabación de la secuencia, realizada los días 26 y 27 de junio, sería sin embargo descartada debido al agotamiento de Leigh, por lo que Selznick recomendó a la actriz tomarse unas vacaciones (según el productor, Leigh se veía «vieja», a lo que la actriz respondió afirmando que Selznick se veía igual, como si hubiese estado trabajando «dieciocho horas al día durante semanas enteras»). Tras reunirse con Laurence Olivier en Nueva York y realizar una prueba de cámara para Rebecca (1940), ambos viajarían a Inglaterra, tras lo cual Leigh volvería a Hollywood para grabar el 12 de octubre por quinta y última vez la secuencia inicial. Tal y como recordaría la actriz en 1960: «El último día de rodaje, tuvimos que rodar de nuevo la primera escena de la película. La escena en la que, siendo una chica de dieciséis años, me siento en el porche de Tara y digo: “Todo el mundo habla de guerra, guerra, guerra”. Cuando volvimos a rodar la escena, David Selznick la vio y me dijo: “Pareces demasiado mayor y demasiado enferma para la escena. Mejor tómate unas vacaciones”. Así que me fui a Francia con Larry y volví y Lo que el viento se llevó estaba terminada».

### Deterioro
El vestuario del filme sufrió un notable deterioro como consecuencia de las numerosas exposiciones de las que fue objeto. Con el fin de promover la película, la MGM decidió que los trajes participasen en una gira por diferentes teatros a nivel nacional e internacional. Los vestidos fueron enviados en primer lugar de Culver City, sede de la MGM, a Atlanta, donde el vestuario fue guardado bajo llave en habitaciones de hotel, viajando posteriormente a Nueva York; Selznick International Productions, Inc. (SIP) fungió como responsable durante el primer traslado, corriendo esta responsabilidad por cuenta de la propia MGM en los viajes posteriores. Selznick, quien deseaba que alguien designado tanto por SIP como por MGM se encargase del cuidado de los atuendos, mostró su preocupación por la falta de organización de estas exhibiciones en un comunicado el 15 de noviembre de 1939 a Howard Dietz, director de publicidad de los estudios: «El mantenimiento, la gestión y el cuidado del material deben organizarse de tal manera que no se dañe en su primer uso, que pueda usarse decenas y decenas de veces y que nos sea devuelto en buen estado». Klune transmitió el 21 de noviembre la preocupación de Selznick a Katherine Brown, representante de los estudios en la Costa Este, recordando desastrosas experiencias pasadas en las que varias prendas prestadas fueron devueltas como «una bolsa de trapos» tras una sola exhibición. Ese mismo día Brown recibió un comunicado de Selznick en el cual el productor le pedía que los trajes fuesen usados «con moderación y por separado, dividiéndolos para que cada ciudad tenga unos pocos para fines de explotación», radicando parte de esta solicitud en motivos económicos. De acuerdo con las leyes entonces vigentes en California, cada prenda debía ser limpiada en seco antes de su regreso a los estudios tal y como figura en un acuerdo con la Atlanta Junior League con motivo del préstamo del guardarropa para las festividades por el estreno de la película, constando en dicho acuerdo que se debían pagar «$5,00 por cada vestido por la limpieza que exige la Ley del Estado de California» (el 12 de febrero de 1940, en un telegrama a Selznick, Brown dejó patente que «la limpieza constante es la cosa más dañina para los trajes»). El poco cuidado con el que la ropa fue tratada, los traslados y las sucesivas limpiezas terminarían por causar estragos en las telas, circunstancia agravada por el hecho de que los atuendos fueron empacados en baúles y cajones probablemente de madera, material que desprende gases los cuales causan manchas y decoloración, aparte de que las prendas pudieron haber sufrido alguna que otra deformación como resultado de haber sido colgadas o dobladas. De acuerdo con la correspondencia conservada, los vestidos se enviaron en primer lugar a Atlanta, donde fueron expuestos junto con varias joyas de la época de la guerra en una sala adyacente a un salón de baile custodiada por guardias armados, tras lo cual serían enviados a Nueva York y de allí conducidos a Los Ángeles para los respectivos estrenos, participando posteriormente en una gira por todo el país y decidiéndose en febrero de 1940 que todas las prendas fuesen enviadas de regreso a Culver City puesto que los ingresos generados en su exhibición no compensaban los costes según un comunicado de Brown fechado el 12 de ese mes, si bien, de acuerdo con un telegrama de Klune dirigido a Brown el 2 de mayo de 1940, el director de producción no tenía «objeción en que el vestido verde fuese enviado a Buenos Aires y lo sustituiremos por Mineápolis si quieres». Finalmente, tras una gira nacional e internacional de año y medio, en agosto de 1941 el vestuario fue devuelto a SIP, pasando varios atuendos (entre ellos el vestido verde) a formar parte de la colección privada de Selznick.: 13–16, 70 : 53 

### Paradero

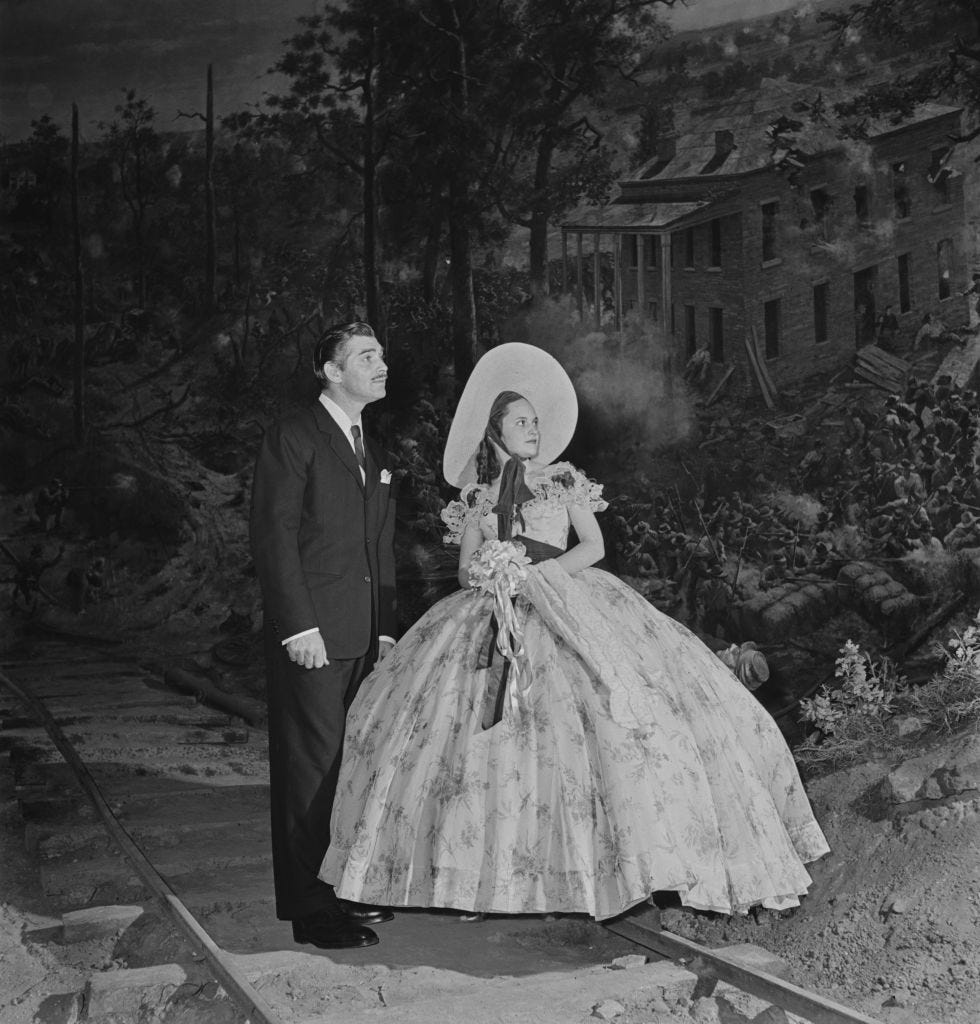
Clark Gable y Margaret Palmer durante los festejos con motivo del estreno de Lo que el viento se llevó (1939).

A diferencia de otras prendas de la época, como el vestido de Glinda, el vestido Letty Lynton y el vestido Cheek to Cheek, el vestido verde de Scarlett se ha conservado gracias a Selznick, quien lo guardó junto con otros atuendos del filme en su colección privada, compuesta por 5000 cajas, entre las cuales se guardaban ropa, películas, papeles y pinturas entre otros artículos. Uno de los hijos del productor, Daniel Selznick, terminaría donando el vestido al Museo de Arte del Condado de Los Ángeles, organismo que a su vez lo donaría en 2004 al Museo de Historia Natural del Condado de Los Ángeles (al parecer, el traje fue donado en primer lugar al Museo de Hollywood en 1946, institución que en ese entonces no prosperó). Para 1976 el vestido se hallaba en un deplorable estado de conservación, lo que requirió una restauración urgente, labor supervisada por el propio Plunkett, quien reconstruyó la falda (parcialmente desintegrada por el paso del tiempo) pintando a mano nuevos trozos de tela y elaboró una nueva faja de terciopelo debido a la ausencia de la original; cabe destacar que la primera faja elaborada para el atuendo fue desechada por Plunkett en favor de una más ancha, siendo la faja descartada regalada por el diseñador a James Tumblin, empleado del departamento de peluquería y maquillaje de Universal Studios que a lo largo del tiempo coleccionó varios objetos de la película, los cuales exhibió durante años, vendiendo la mayor parte de ellos (incluida la faja) en una subasta de Heritage Auctions en 2015. Esta misma circunstancia se dio a su vez con algunos de los accesorios que acompañaban al vestido en la película: la pamela, adquirida en una subasta por Crane en nombre de Tumblin ya que este último se encontraba en ese entonces en Italia, siendo la pieza vendida por Heritage Auctions en la misma subasta en la que se vendió la faja por $52 500; y el collar, obra de Joseff of Hollywood, joya que permaneció en la colección de la firma hasta su venta por $53 125 en una subasta celebrada en 2017 por Julien's Auctions. En lo relativo a esta restauración, de acuerdo con Edward Maeder, curador del Museo de Arte del Condado de Los Ángeles:

El vestido barbacoa de Lo que el viento se llevó es quizás uno de los trajes más conocidos del mundo cinematográfico. El diseñador, Walter Plunkett, pasó meses viajando por el sur de Estados Unidos visitando sociedades históricas y colecciones privadas, donde examinó y dibujó piezas originales del vestuario de la guerra de Secesión. El color verde de las ramitas estampadas, un motivo diseñado por Walter Plunkett, se eligió para realzar los ojos de la señorita Leigh. Este vestido se encontraba en un estado deplorable en 1976 y la falda tuvo que ser rehecha. Se imprimió organza de seda nueva con el diseño original y la reconstrucción fue supervisada en su totalidad por el propio Sr. Plunkett. Tras la restauración, fue donado al Departamento de Vestuario y Textiles del Museo de Arte del Condado de Los Ángeles.

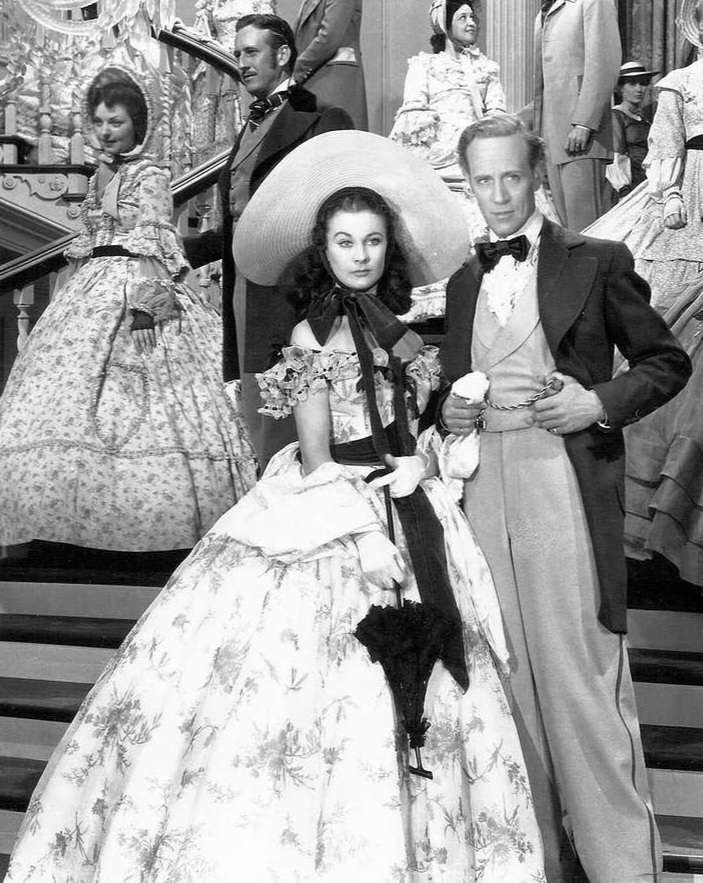
Vivien Leigh y Leslie Howard en Lo que el viento se llevó (1939). El vestido verde se acompañaba de una pamela, un chal, un par de guantes, un collar y una sombrilla.

Con motivo de su primera exposición al público por el 75.º aniversario del estreno del filme en la exhibición permanente Becoming Los Angeles, inaugurada el 19 de diciembre de 2014 en el Museo de Historia Natural del Condado de Los Ángeles, el vestido sería objeto de una segunda restauración, tarea ejecutada por New Conservation.  Esta reparación, llevada a cabo por Beth Werling, curadora del museo, fue efectuada en un almacén secreto ubicado al sur de California por motivos de seguridad, ya que en dicha instalación se almacenaban objetos de gran valor. Guardado en estas dependencias desde su donación al museo, el traje se había ido deteriorando con el paso del tiempo, a pesar del cuidado puesto en su conservación, pues era preservado con una humedad del 50% y a una temperatura de 21 °C con variaciones máximas de dos grados. A mayores, el vestido permaneció acostado en vez de expuesto en un maniquí ya que se consideró que el peso de la tela provocaría el desgarro de las costuras en la zona de los hombros, además se guardarse envuelto en papel de seda libre de ácido en dos cajas igualmente libres de ácido: en una de ellas la falda y la faja, y en la otra el corpiño. Con el fin de evitar que los ácidos de la piel dañasen los cierres metálicos del atuendo, Werling trabajó en la prenda usando guantes de nitrilo morados, disponiendo a su vez una serie de trampas adhesivas fuera del almacén para impedir que los insectos (principalmente los escarabajos) pudiesen deteriorar a un más el tejido (en caso de haberse detectado la presencia de insectos, la prenda hubiese sido encerrada en un congelador a temperaturas inferiores a 0 °C como medida de prevención). Durante los trabajos de reparación, Werling advirtió que el forro de seda se estaba resquebrajando, por lo que, a fin de evitar que terminase convertido en polvo, colocó una fina red sobre la seda para que la misma se mantuviese en su sitio; la raíz de este problema podría radicar en las numerosas limpiezas de las que el vestido fue objeto en su momento, sobre todo las limpiezas en seco, pues de acuerdo con  Werling, este tipo de procesos son «casi lo peor que se le puede hacer a una prenda si se quiere que dure», asegurando además que lo más perjudicial hubiera sido guardarlo en una bolsa de plástico, pues la misma termina por convertirse en «una pequeña cámara tóxica». Tras el fin de la restauración, con un coste de entre $10 000 y $12 000, el atuendo fue expuesto en una vitrina giratoria (la única de la exhibición) debido a la fragilidad de la tela; aunque inicialmente se instaló un traje de vagabundo usado por Charles Chaplin, la vitrina fue construida pensando en el vestido, por lo que se fabricó un contenedor lo bastante grande como para poder acomodar el amplio miriñaque, contando además con un cristal equipado con filtro UV y siendo el traje exhibido por un plazo de seis meses debido a motivos de conservación ya que la luz emanada de los focos, pese a ser luz ambiental suave, hubiese provocado la descomposición química irreversible de las fibras textiles en caso de una exposición mayor.
De no haber pasado a formar parte de la colección privada de Selznick, el traje podría haber sufrido el mismo destino que otras prendas icónicas del cine, pues se podría haber reutilizado para otros filmes y haberse desgastado con el uso, lo que podría haber llevado a que el atuendo fuese tirado a la basura sin saberse siquiera en qué películas había aparecido (varios trajes del filme serían reciclados para otras películas, tras lo cual serían tirados a la basura o vendidos en la subasta de la MGM en 1970), aunque cabe destacar que el vestido verde sería reutilizado hasta en dos ocasiones con motivo de sendos actos sociales: por Margaret Palmer, miembro de la Georgia Junior League, quien gracias a sus medidas, muy similares a las de Leigh, ganó un concurso cuyo premio era lucir el atuendo en los festejos llevados a cabo por el estreno de la película en 1939 (entre ellos una gran marcha seguida de un baile); y Marcella Rabwin, secretaria de Selznick, a quien se le permitió llevarlo a una fiesta de disfraces en 1940.: 53  Por otro lado, un deficiente almacenaje podría haber deteriorado igualmente la prenda ya que las perchas de madera, conocidas por su alto contenido en ácido, solían provocar que los vestidos se desgarrasen en la zona de los hombros, mientras que otra posibilidad que Selznick pudo haber evitado es que fuese robado; durante muchos años los estudios no tuvieron ningún tipo de cuidado con los trajes, accesorios, guiones y demás elementos vinculados a las películas que producían, sin ser conscientes del alto valor que acabarían teniendo en el futuro (a menudo los empleados se llevaban estos objetos como recuerdo sin permiso, sabedores de que a los directivos no les importaba esta sustracción de material). Cabe también la posibilidad de que hubiese podido ser modificado para su uso en otros filmes; esta circunstancia se dio, por ejemplo, con al menos tres vestidos de Gilbert Adrian: el traje de chifón de Greta Garbo en Camille (1936), completamente modificado para Joan Fontaine en Rebecca; el vestido de Glinda, originalmente lucido por Jeanette MacDonald en San Francisco (1936) y severamente modificado para Billie Burke en El mago de Oz (1939); y otro traje de MacDonald de la misma película, levemente alterado para Gracie Allen en Honolulu (1939).

## Descripción

### Diseño

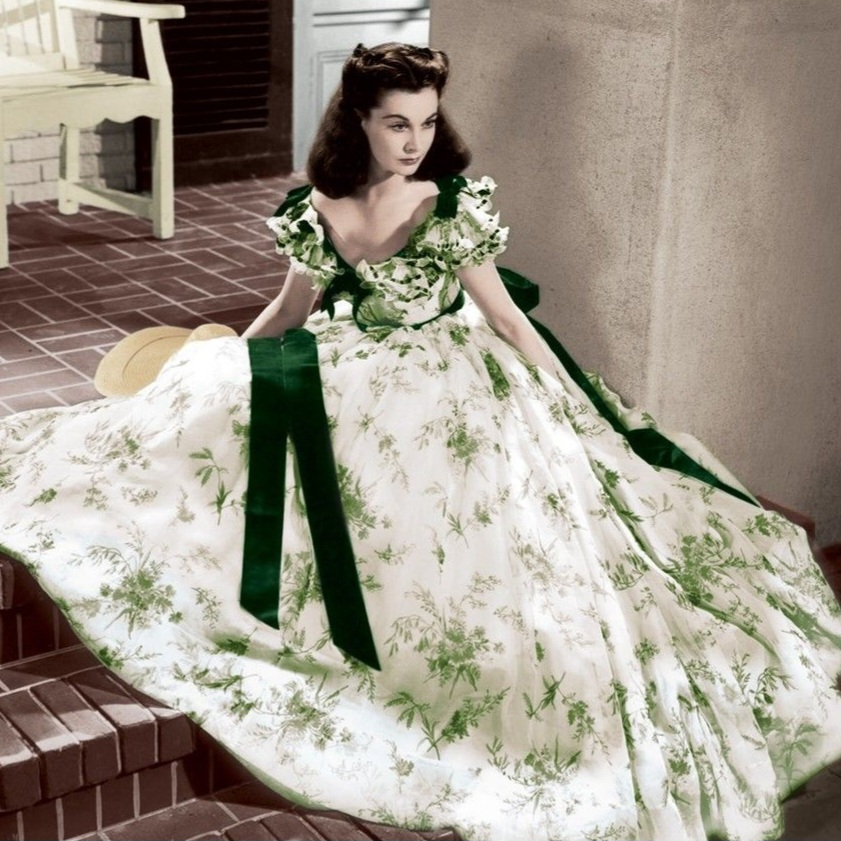
Vivien Leigh en Lo que el viento se llevó (1939).

Confeccionado en muselina, el vestido se divide en tres piezas: corpiño, falda y faja. El corpiño, equipado con ballenas, posee cuatro capas (estampado exterior, y debajo organza de seda, tafetán y forro de tafetán); cerrado con ganchos y ojales ocultos, alberga ganchos adicionales para unirlo a la falda y cuenta con una cintura de 62 cm, mucho más ancha de lo que se describe en el libro (40 cm). Por su parte, el escote se compone de alrededor de veinte círculos serpentinos con una cenefa de aproximadamente 15 metros de organza de seda enrollada con más de mil ojales cortados y atravesados por cerca de 17 metros de cinta de terciopelo. La falda, compuesta por dos capas, se arma con un miriñaque de alrededor de cuatro metros y medio de circunferencia gracias al cual adquiere forma de campana. La capa exterior (estampada), de aproximadamente 20 metros de tela, posee un dobladillo de alrededor de 20 cm de ancho y ocho metros y medio de largo, mientras que la capa interior (lisa) cuenta con cerca de 13 metros de organza de seda y más de 13 metros de forro de tafetán. En lo que se refiere a la faja, de un intenso tono esmeralda (descrito como verde Kelly), esta cuenta, al igual que la versión subastada en 2015, con tres áreas con ballenas cosidas en la parte posterior para mantener la forma, presentando cierre de cuatro ganchos y ojales. Respecto a los accesorios, el traje se acompañaba de un chal y un par de guantes cortos de color blanco; una sombrilla a juego con la faja; una pamela de paja redonda de ala ancha con borde de yute en la copa y el ala, con la parte posterior diseñada en ángulo, destacando una cinta de terciopelo verde para anudarla bajo la barbilla; y un collar escalonado bañado en oro y elaborado con la técnica del chapado ruso característica de Joseff of Hollywood, con floretes en tono coral y una lágrima suspendida.
En lo que atañe al estampado floral, este se circunscribe a la moda de los años centrales del siglo xix, con profusión de telas procedentes de la India. En el siglo xvi se produjo la llegada del algodón calicó a Golconda, donde era estampado con xilografías, por lo general decoradas a base de patrones florales; en aquel entonces recibía el nombre de chintz, siendo Vasco da Gama el primero en llevarlo a Europa en el siglo xv. En principio, se usaba mayormente en la confección de tapices y cortinas, aunque pronto quedaría relegado a la servidumbre debido a que las cortinas empezaron a desteñirse, empleándolo las sirvientas tanto en vestidos como en forros; con el tiempo, la tela se volvió tan popular que tuvo que prohibirse con el fin de que los propietarios de molinos europeos (sobre todo los ingleses) no perdiesen su negocio. Pese a que el atuendo se ajusta a la moda de la década de 1860, el mismo no es fiel al código de etiqueta de entonces puesto que las mangas cortas y los hombros al descubierto eran exclusivos para los atuendos de noche, si bien esta circunstancia queda explicada en el propio libro, pues Scarlett se empeña en lucir un traje de noche para una velada diurna, por lo que Plunkett contravino las normas de la época en pos de una mayor fidelidad a la obra de Mitchell. No obstante, el traje posee algunos anacronismos ya que el escote parece una deliberada malinterpretación del cuello Bertha con el fin de aportar un tinte cómico al personaje a la par que ajustarse a los gustos de los años 1930, mientras que la faja parece una versión modernizada del cinturón suizo, resultando la pamela totalmente incorrecta según la estética de mediados del siglo xix.

### Análisis
Uno de los colores más distintivos de Scarlett es el verde, siendo el vestido de la barbacoa en Twelve Oaks el primer atuendo de su vestuario en mostrar este color. El verde se erige en el filme como un símbolo de sensualidad y seducción, constituyendo este traje un buen ejemplo de ello puesto que la protagonista pretende emplear la prenda como un instrumento para hacer que Ashley se enamore de ella y rompa su compromiso con Melanie Hamilton. A mayores, la tonalidad funge como un elemento patriótico al ser el verde el color del nacionalismo irlandés, clara referencia a los orígenes del padre de Scarlett, quien se enorgullece de que por sus venas corra sangre irlandesa, revelando además el origen paterno de la rebeldía que caracteriza al personaje. El vestido verde, además de hacer gala de la autodeterminación de Scarlett, deja al descubierto varios de sus atributos físicos al revelar sus hombros y marcar su figura de cintura para arriba, todo lo cual se potencia con la melena suelta, siendo Scarlett la única junto con Suellen en no llevar el pelo recogido en la barbacoa. Con este atuendo, la protagonista se está mostrando deliberadamente como una mujer transgresora que está dispuesta a desafiar las convenciones sociales al tratar por todos los medios de que Ashley rompa su compromiso y se fugue con ella, aunque sus armas de seducción no lograrán tener efecto en su eterno enamorado sino en Charles Hamilton, con quien, en un arranque de ira, terminará casándose por despecho.

## Legado

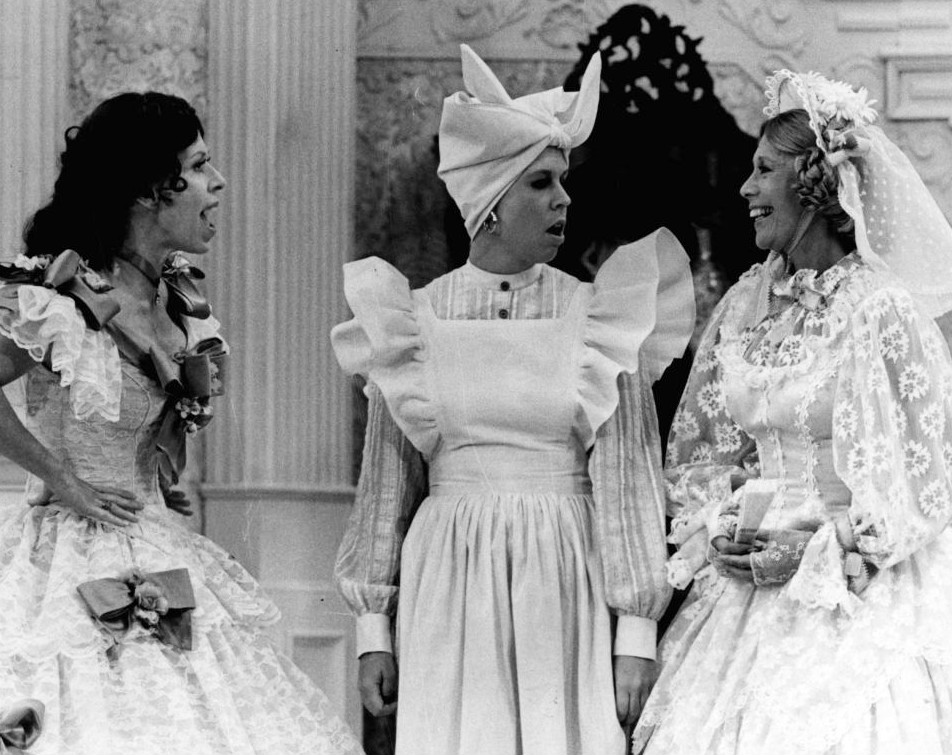
Carol Burnett, Vicki Lawrence y Dinah Shore en Went with the Wind! (1976).

En los Premios Óscar de 1940, durante el discurso que Selznick dio al recoger su galardón como mejor productor, declaró lo siguiente: «Es una lástima que no haya también un premio de la academia para los diseñadores de vestuario, porque Walter Plunkett lo habría recibido».: 318  De acuerdo con Plunkett: «No creo que fuese mi mejor trabajo o siquiera lo más grande que he hecho. Pero esa película, desde luego, continuará por siempre». Por su parte, durante el tiempo que el vestido permaneció en el Museo de Arte del Condado de Los Ángeles, Maeder declaró que «de las casi 40 000 piezas de nuestra colección, es sin duda la más visitada. El vestido es un homenaje al genio de Walter Plunkett y al recuerdo de una de las mejores películas de todos los tiempos». La popularidad del atuendo, considerado junto con el resto del vestuario del filme como una de las prendas más famosas de Hollywood, ha llevado a su reproducción a medida por parte de entusiastas de la película y también para su venta al público, así como a la comercialización de telas para su elaboración por particulares y a la venta de patrones en revistas de la década de 1940 para su confección casera. Del traje existen tres réplicas destacadas: una en la colección de Gene London, creada por él a petición de Ted Turner en 1989; otra en el Road to Tara Museum de Jonesboro; y otra en el Gone With the Wind Museum de Brumby Hall (Marietta), institución que además custodia un trozo de la tela original del vestido (otro retal, en su momento propiedad del curador Arthur J. Ballard, se encuentra en el West Virginia & Regional History Center). El atuendo, replicado en 1986 para la socialité Marylou Whitney con motivo de una fiesta de disfraces: 171  y parodiado por Bob Mackie en una versión creada para Carol Burnett en Went with the Wind! (1976), sketch del programa de televisión The Carol Burnett Show (1967-1978), ha aparecido en una gran variedad de productos relacionados con la película, entre otros: una muñeca de Pete Ballard en la década de 1960; una muñeca de World Doll en 1967; una caja de música de The San Francisco Music Box & Gift Company en los años 1970; un plato de W. S. George Fine China y una caja de música de Ardleigh-Elliott en 1993; una muñeca de Mattel en 1994; una campanilla de Enesco en 1995; un adorno navideño de Hallmark en 1998; una réplica en miniatura para una muñeca de Franklin Mint en 1999; una figura de The Bradford Editions en 2004; una figura de The Hamilton Collection en 2012; y una muñeca de Robert Tonner en 2018.